# Инженерное (озеро)
Инженерное — озеро карстового происхождения, находящиеся на западе Володарского района Нижегородской области. Принадлежит бассейну Клязьмы.

## История
Раньше озеро называлось Святое.
Район озера Инженерное был отведен под Частновладельческую Лесную дачу помещика Знобишина. Между озером и рекой Люлих есть исток, прокопанный искусственно по его приказу. Знобишин хотел спустить воду из озера через Люлих в Клязьму, когда сделали расчеты, оказалось, что озеро находится ниже уровня реки и работы прекратили, но небольшой канал-исток остался до наших дней.

## География
Озеро Инженерное узкое и длинное. Вытянуто с севера-запада на юг. Протяжённость около 1,9 км, ширина до 0,36 км.
Площадь водной поверхности озера составляет 0,44 км². Сток осуществляется в реку Люлих, приток Клязьмы.
Озеро Инженерное находится к западу от дороги на Фролищи от трассы М-7, между посёлками Инженерный и Центральный. С асфальтовой дороги к озеру в западном направлении отходит несколько дорог. Вдоль всего восточного берега озера есть хорошие стоянки и места для купания[уточнить].

## Мифы и легенды
Легенды гласят, что это озеро является очень глубоким и у него есть обычное дно и «травяное». На озере была деревянная купальня которая была около метра глубиной, а сразу за ней никто не доставал дна.
Раньше это озеро называли Свято-озеро. Говорили, что в нем водятся русалки, в нем святили, опускали в воду икону. Как и большинство озер Володарского района, это озеро карстового происхождения, то есть это огромный провал в земле, созданный вымыванием водой известковых пород[уточнить].

### Миф о происхождения озера.
Давным-давно[когда?], один пастух ввёл своё стадо (коров и овец) на пастбище утром. И его путь проходил прямо через участок, где в настоящее время находится озеро Инженерное.
Когда он вечером со своим стадом возвращался назад, на месте где сегодня утром была цельная земля, вечером стояло глубокое озеро[уточнить].